# Hexatoma (Eriocera) ussuriensis
Hexatoma (Eriocera) ussuriensis is een tweevleugelige uit de familie steltmuggen (Limoniidae). De soort komt voor in het Palearctisch gebied.